# La Ceiba, Ixhuatlán del Sureste
La Ceiba är en ort i Mexiko.   Den ligger i kommunen Ixhuatlán del Sureste och delstaten Veracruz, i den sydöstra delen av landet, 500 km öster om huvudstaden Mexico City. La Ceiba ligger 38 meter över havet och antalet invånare är 101.
Terrängen runt La Ceiba är platt. Runt La Ceiba är det ganska glesbefolkat, med 31 invånare per kvadratkilometer. Närmaste större samhälle är Villa Nanchital, 14,9 km norr om La Ceiba. Omgivningarna runt La Ceiba är en mosaik av jordbruksmark och naturlig växtlighet.